# Edward William Clark

Bischofswappen von Edward William Clark

Edward William Clark (* 30. November 1946 in Minneapolis, Minnesota, USA) ist ein US-amerikanischer Geistlicher und emeritierter römisch-katholischer Weihbischof in Los Angeles.

## Leben
Edward William Clark empfing am 9. Mai 1972 durch den Erzbischof von Los Angeles, Timothy Manning, das Sakrament der Priesterweihe.
Am 16. Januar 2001 ernannte ihn Papst Johannes Paul II. zum Titularbischof von Gardar und bestellte ihn zum Weihbischof in Los Angeles. Der Erzbischof von Los Angeles, Roger Michael Kardinal Mahony, spendete ihm am 26. März desselben Jahres die Bischofsweihe; Mitkonsekratoren waren der Erzbischof von San Francisco, William Joseph Levada, und der Erzbischof von Saint Louis, Justin Francis Rigali.
Papst Franziskus nahm am 15. Februar 2022 seinen altersbedingten Rücktritt an.
Edward Clark ist Großoffizier im Ritterorden vom Heiligen Grab zu Jerusalem.